# Энциклопедия Республики Сербской
Энциклопедия Республики Сербской (серб. Енциклопедија Републике Српске) — пятитомная энциклопедия, посвящённая Республики Сербской. Согласно Закону об энциклопедии Республики Сербской — общая энциклопедия о прошлом и настоящем Республики Сербской.

## Описание
Составителем энциклопедии является Академия наук и искусств Республики Сербской, издатель — Издательство учебников и учебных пособий Республики Сербской (Источно-Сараево). Редакционный комитет Энциклопедии Республики Сербской образован решением Правительства Республики Сербской, руководит им Академия наук и искусств Республики Сербской. Финансирование осуществляется Министерством науки и технологий и Министерством образования и культуры, а также Правительством из государственных средств.
Действующий председатель Редакционного комитета — Райко Кузманович, Президент Республики Сербской в 2007—2010 годах, председатель Академии наук и искусств Республики Сербской. В комитет входят 28 редакций по различным специальностям, более 150 научных сотрудников и многочисленные редакции, действующие в городах и общинах Республики Сербской. Энциклопедия насчитывает 4 тома общего характера, образующих итоговую тематику общих знаний о Республике Сербской. Период между выходами двух томов составляет от четырёх до пяти лет. Составление ведётся с 2007 года, печать первого тома планировалась на первую половину 2013 года. Однако только 4 октября 2017 года в свет вышел первый том, который на 783 страницах содержит 1500 статей на буквы «А» и «Б». В Энциклопедии также содержится карта Республики Сербской со всеми населёнными пунктами, в том числе и покинутыми. В настоящее время подготовлены 80% материалов для второго тома.

## Законодательная база
3 мая 2007 года в Скупщину Республики Сербской был внесён законопроект, опубликованный в Служебном вестнике Республики Сербской под номером 01-778/07 и принятый вскоре. В том же году решением Правительства Республики Сербской был образован Редакционный комитет под руководством Академии наук и искусств Республики Сербской.